# Equest Balkan Properties
Equest Balkan Properties (EBP) este un fond de investiții britanic, înființat în octombrie 2005, cu scopul de a investi exclusiv în România și Bulgaria.
La două luni de la înființare, Equest Balkan Properties a început să fie tranzacționat la Bursa din Londra.
Fondul a cumpărat în martie 2006 centrul comercial Moldova Mall din Iași, contra sumei de 34,5 milioane euro.
În decembrie 2006 a achiziționat parcul comercial Vitantis din București pentru 26,6 milioane de euro.
În anul 2007 a achiziționat proiectul Europark - parcare supraetajată din București care va avea o suprafață de peste 3.000 metri pătrați cu un total de 816 locuri, precum și Modul Shopping Center - un centru de depozitare pentru retaileri care se de 6.520 metri pătrați din Târgoviște.
În iulie 2007, Equest a preluat și retailerul de electronice și electrocasnice Domo, prin subsidiara Equest Investments Balkans.
Tot în anul 2007, Equest a preluat și retailerul bulgar de electronice si electrocasnice Technomarket.
În septembrie 2008, Equest Balkan deținea 10 proiecte în România, 28 în Bulgaria, 14 în Serbia și două în Macedonia.
În 2008, proprietățile imobiliare din România ale firmei erau evaluate la 147,8 milioane euro.
Pe 4 ianuarie, East Balkan Properties a cedat pentru suma simbolică de 5 euro pachetul de 51% din firma care deține centrele comerciale Vitantis din București și Moldova Mall din Iași, cumpărătorul fiind George Teleman, cel care administrează de cinci ani activitatea fondului pe piața locală.